# Рабютен, Франсуа де
Франсуа де Рабютен (? — 1582) — французский военный деятель и историк, дворянин.
Принадлежал к древнему роду из Шароле; точная дата его рождения неизвестна. Был главой ветви дома Рабютенов, откуда происходил знаменитый Бюсси, кузен мадам Севине. Во время войны Валуа с Габсбургами служил в армии Валуа; активно участвовал в войнах с испанцами и протестантами под командованием Франсуа де Клэва.
Его перу принадлежат написанные простым языком и высоко оценённые современниками воспоминания «Commentaires des Guerres entre Henri II et Charles-Quint». Первая их часть вышла в Париже в 1555 году, вторая — в 1559 году, а в 1574 году обе части были изданы вместе. Впоследствии его воспоминания неоднократно переиздавались, но с ухудшением качества текста.